# میرزا سعید براری/ قاجار
میرزا سعید براری/ قاجار (۱۳۱۷ / ۱۴۰۱ ) فرزند میرزا محمد علی نتیجه عباس میرزا ملک‌آرا بود که از تبریز به تهران مهاجرت کرد او دارای سه پسر و یک دختر داشت . او از پسر های خود تنها دارای دو نواده  پسر و یک نواده  دختر است و یک نواده پسر  از دخترش دارد. 
او در سن ۸۵ سالگی در دی ماه ۱۴۰۱ از دنیا رفت و او در قطعه ی ۳۲۳ بهشت زهرا تهران به خاک سپرده شد .
1. ↑  اطلاعات از فرزندان و نوه های او
2. ↑  اطلاعات از فرزندان و نوه های او